# 25836 Harishvemuri
25836 Harishvemuri este un asteroid din centura principală de asteroizi.

## Descriere
25836 Harishvemuri este un asteroid din centura principală de asteroizi. A fost descoperit pe 5 martie 2000 la Socorro, New Mexico, în cadrul proiectului LINEAR. Asteroidul prezintă o orbită caracterizată de o semiaxă mare de 2,91 ua, o excentricitate de 0,01 și o înclinație de 3,2° în raport cu ecliptica.